# Memória dos Campos
Memória dos Campos (German Concentration Camps Factual Survey, no original em inglês) é um documentário sobre os campos de concentração nazistas, originalmente filmado em 1945, reconhecido como um dos mais definitivos e inesquecíveis registros sobre o Holocausto.

## Contexto
As filmagens feitas por cinegrafistas do exército aliado, em 1945, acompanham a libertação de judeus dos campos de concentração nazistas. Entre eles estão os campos de Bergen-Belsen, com 70 mil mortos (onde Anne Frank morreu), Majdanek (80 mil), Dachau (30 mil) Buchenwald (56 mil), Ebensee (20 mil), Matthausen (150 mil) e Auschwitz-Birkenau (1,1 milhão).
Segundo o jornal The Independent, Alfred Hitchcock colaborou como consultor e supervisor do projeto após ser convidado, por Sydney Bernstein, para ajudá-lo a editar um documentário sobre as atrocidades cometidas pelos alemães durante a Segunda Guerra Mundial. Richard Crossman, um dos primeiros oficiais britânicos a pisarem no campo de Dachau, foi chamado para ajudar com o roteiro.
Planejado para ser um documento histórico, o projeto permaneceu abandonado por décadas nas prateleiras de um departamento do antigo ministério da Guerra (hoje, ministério da Defesa) e em 1952 foi transferido para o “Imperial War Museum” – IWM que o denominou “Memory of the Camps” (Memória dos Campos).
Nos anos 1980, as imagens foram descobertas por um pesquisador americano, e o documentário chegou a ser exibido, com baixa qualidade, em uma versão incompleta, em 1984, no Festival de Cinema de Berlim e, em 1985, no canal americano PBS, sob o título "Memória dos Campos”.
Após quase 70 anos, o filme foi restaurado pelo Imperial War Museum de Londres aos cinemas e, em 2014, foi projetado integralmente pela primeira vez.
Algumas imagens, particularmente as do campo de extermínio de Bergen Belsen, são chocantes. Ao assistir às cenas pela primeira vez, Hitchcock, que se tornaria o mestre dos filmes de horror ficou completamente chocado.[carece de fontes?] Mas há também cenas de reconstrução e reconciliação.